# Iñigo Landaluze
Iñigo Landaluze Intxaurraga (Getxo, 9 maggio 1977) è un ex ciclista su strada spagnolo, professionista dal 2001 al 2009.

## Carriera
Ottimo passista con buone doti di scalatore, passò professionista nel 2001 con il team basco Euskaltel-Euskadi, del quale divenne uno degli elementi di maggior spicco.
Nel corso della carriera ottenne solamente una vittoria, nella classifica finale del Critérium du Dauphiné Libéré 2005: in tale occasione venne però trovato positivo ad un controllo antidoping, che evidenziò l'assunzione di testosterone. Dopo nove mesi di sospensione (non gli venne revocato comunque il successo), riprese a correre grazie all'assoluzione sancita sia dalla Federazione ciclistica spagnola che dal TAS, per via di irregolarità riscontrate nelle analisi.
Nel giugno 2009 incappò nuovamente in test antidoping, che riscontrarono nel suo sangue la sostanza denominata CERA, conosciuta anche come EPO di terza generazione. Dopo aver ammesso le proprie responsabilità ed aver rinunciato alle controanalisi, venne espulso dal proprio team e si ritirò dal ciclismo.

## Palmarès
- 2005

Classifica generale Critérium du Dauphiné Libéré

## Piazzamenti

### Grandi Giri
- Giro d'Italia

2008: ritirato (15ª tappa)
- Tour de France

2003: 101º
2004: 52º
2005: 100º
2006: 50º
2007: 43º
- Vuelta a España

2006: 60º
2007: 75º
2008: 63º